# Соловйов Дмитро Володимирович
Дмитро Володимирович Соловйов (рос. Дмитрий Владимирович Соловьёв) — російський фігурист, що спеціалізується в спортивних танцях на льоду, олімпійський чемпіон та медаліст, призер чемпіонату світу, чемпіон Європи, призер чемпіонатів Європи  та володар інших титулів. 
Золоту олімпійську медаль та звання олімпійської чемпіонки Соловйов разом із своєю партнеркою Катериною Бобровою вибороли на Сочинській олімпіаді 2014 року в командних змаганнях в складі збірної Росії. 
Срібну олімпійську медаль пара Боброва/Соловйов  здобула у складі збірної олімпійців з Росії в командних змаганнях на Пхьончханській олімпіаді 2018 року.

## Зовнішні посилання
- Картка пари Боброва/Соловйов на сайті Міжнародного союзу ковзанярів

## Виноски
1. ↑  Olympedia — 2006.
2. ↑  http://www.isuresults.com/bios/isufs00008942.htm
3. ↑  Team event results